# الفاني الخالد (قصة قصيرة)

ماري شيلي ، رسمها ريتشارد روثويل وعرضت في الأكاديمية الملكية عام 1840

قصة الفاني الخالد؛ قصة قصيرة منذ عام 1833 كتبتها ماري شيلي. تخبر القصة عن شاب يدعى وينزي، يشرب إكسير يجعله خالدًا. في البداية بدا أن الهدوء وعده بالخلود الأبدي، وسرعان ما اكتشف أنها لعنة، يموت كل من يحبه من حوله.

## ملخص القصة
يتناول فيلم "الفاني الخالد" حياة وينزي الملعونة، الشّاب الّذي عاش 323 عامًا. يتذكّر الأحداث الّتي أدّت إلى خلوده. عمل وينزي لدى الأستاذ والكيميائي كورنيليوس أجريبا. في البداية، لم يقبل عرض العمل الذي قدمته آغريبا. ومع ذلك، فإن حب وينزي لبيرثا، حبيبة طفولته وحب حياته، دفعه إلى قبول العرض على أمل أن تكون الأموال التي جمعها كافية لمنحها حياة مريحة.
قضى كورنيليوس أجريبا عدّة أيّام في العمل على إكسير. لم يكن وينزي على علم بالغرض الكامل من الإكسير، لكنّه اختار شربه عندما شعر أنّ بيرثا تركته من أجل ألبرت هوفر، المفضّل لدى حاميتها. يشربه وينزي في محاولة لعلاج نفسه من الحب. لدهشته، يستيقظ وينزي في اليوم التّالي متجدّدًا، ولكن دون معرفة ما تناوله، ويكتشف أنّ بيرثا لا تزال صادقة معه. يعود آغريبا إلى العمل على الإكسير مرّة أخرى، دون جدوى، حيث شرب وينزي نصفه وأسقط الباقي. بعد خمس سنوات، أصبح آغريبا على فراش الموت ويكشف عن الغرض من الإكسير. يتعين على وينزي أن يتعايش مع حقيقة أن بيرثا تتقدم في السن بينما لا يزال يبدو في العشرين من عمره. بيرثا مرتبكة، لكنها لا تعرف السبب وراء مظهر وينزي الشبابي المستمر. إنها تعتقد أنّها تعويذة يجب عليه كسرها حتى يكبر معها. يعترف وينزي بالحقيقة ويخبر بيرثا أنه يجب عليه تركها حتى تتمكن من مواصلة حياتها. تقبل بيرثا الموقف وتخبر وينزي أنها تريد أن تبدأ حياة جديدة معه في مكان لا يمكن التعرف على أي منهما.
ينتقل وينزي وبيرثا إلى غرب فرنسا لبدء حياتهما الجديدة. وهنا يشهد وينزي الموت البطيء لبيرثا. ويعتني بها حتى تهلك. جعلته وفاة بيرثا يدرك أنّه لن تكون هناك أبدًا امرأة أخرى يمكنه أن يحبّها بالطّريقة الّتي أحب بها بيرثا. يكتشف وينزي أيضًا أنّه يشعر بآثار الشّيخوخة التي تؤثر عليه جسديًا على الرّغم من حقيقة أنّ مظهره الخارجي لا يزال مظهر شاب يبلغ من العمر عشرين عامًا. الإكسير لا يمنع عملية الشّيخوخة، لكنه يحافظ فقط على من يشربه من الموت.

## أصول القصة
تم تكليف القصّة في عام 1833 لـ التذكار، وهي مجلة أدبية سنوية بارزة تجمع بين الخيال القصير والشّعر وأعمال فنية منقوشة عالية الجودة. كانت واحدة من عدد من الّلجان المماثلة. باعت شيلي إحدى وعشرين قصة للقصص السّنوية على مدار سبعة عشر عامًا، وكان أكثر من نصفها في التذكار.  في هذه القصّة، أعطيت شيلي نقشًا بعنوان بيرثا، من لوحة رسمها هنري بي بريجز نقشها فريدريك بيكون، تظهر شابًا وشابّة يساعدان سيّدة مسنّة في نزول الدّرج.  اختارت أن تكتب قصّة تتمحور حول فكرة الرّاوي الذّكر الخالد، الّذي يرى زوجته كامرأة شابّة والمرأة العجوز الّتي أصبحت عليها.
يعد فيلم "الفاني الخالد" مثالاً على السّرد الطائفي الغودويني.  تم ربط القصة برواية سانت ليون، وهي رواية كتبها ويليام جودوين، والد شيلي، عام 1799. لقد رسّخت رواية جودوين فكرة البطل المأساوي الخالد، الّذي يمتلك قوى استثنائيّة ولكنه غير قادر على استخدامها بشكل جيّد. وقد طوّر شيلي هذا الموضوع في كتابه فرانكنشتاين (1818). في "رواية الفاني الخالد"، طبّقت لمسة ساخرة - يصبح بطل الرّواية خالدًا بالصّدفة - ولعبت على الطّرق الّتي دفع بها خلود الرّاوي هو وزوجته بعيدًا عن المجتمع.
يمكن العثور على مصدر آخر في كتاب The Golden Ass، وهو هجاء لاتيني من القرن الثّاني، يعتمد فيه التحوّل المعجز أيضًا على جرعة عرضية؛ ومن المعروف أنّ شيلي قامت بترجمتها بتحريض من زوجها عام 1817. 
العنوان مقتبس من قصيدة "Endymion" للكاتب جون كيتس. 

## تاريخ النشر
تمّت كتابة تكملة للقصّة بواسطة غاري جينينغز في عام 1973، ونشرت في الخيال والخيال العلمي باسم "السّيدة الموجودة في زجاجة الأكسجين".

## المواضيع
"الفاني الخالد" هي إحدى الحكايات القوطيّة العديدة التي نشرها شيلي في التذكار. ومن بين الأفلام الأخرى " فرديناندو إيبولي" (1829)، و"الفتاة الخفية" (1830)، و "التحول" (1831)، و "الحلم" (1832)، و "العين الشريرة" (1833).
تستخدم القصة موضوعات وزخارف مشتركة في الخيال القوطي الرّومانسي، بما في ذلك الخلود وشخصيّة اليهودي المتجول والحب المحبط والكيمياء. يعدّ شكلها المجزأ وأسلوبها الطّائفي من سمات هذا النّوع وقصص شيلي القصيرة الأخرى، مثل "التّحول". هذه المواضيع والزّخارف وتقنيات السّرد واضحة أيضًا في روايات شيلي، بما في ذلك فرانكشتاين.

## استجابة حرجة
على الرّغم من شعبية التّذكار ومكانة المؤلّفين المساهمين فيه، إلا أنّ الخيال والشّعر الّذي يحتوي عليه كان ينظر إليه على أنه غير مثير للإعجاب من قبل المراجعين المعاصرين ولا يزال يتمّ تجاهله إلى حدّ كبير من قبل نقّاد الأدب اليوم. وصفتها مجلة جنتل مانس Gentleman's Magazine بأنّها "ليست ذات أهميّة ملحوظة..." ووصفت رواية الفاني الخالد نفسها بأنذها "نسيج من المستحيلات الوحشيّة والمروّعة". 
تم وصفها من بعض النّقاد المعاصرين، جنبًا إلى جنب مع قصص التّذكار الأخرى، بأنّها مجرد اختراق تجاري. بينما رأى آخرون أنّها تسلّط الضوء على "موهبتها في الفكاهة"،  وباعتبارها قطعة شبه سيرة ذاتية "شديدة الابتكار". 

## روابط خارجية
- The Mortal Immortal ، نص إلكتروني للدوائر الرومانسي.
- الفاني الخالد في حكايات ماري شيلي القوطية في التذكار
- كتاب مسموع Mortal Immortal في Libsyn